# Pasarela residencial

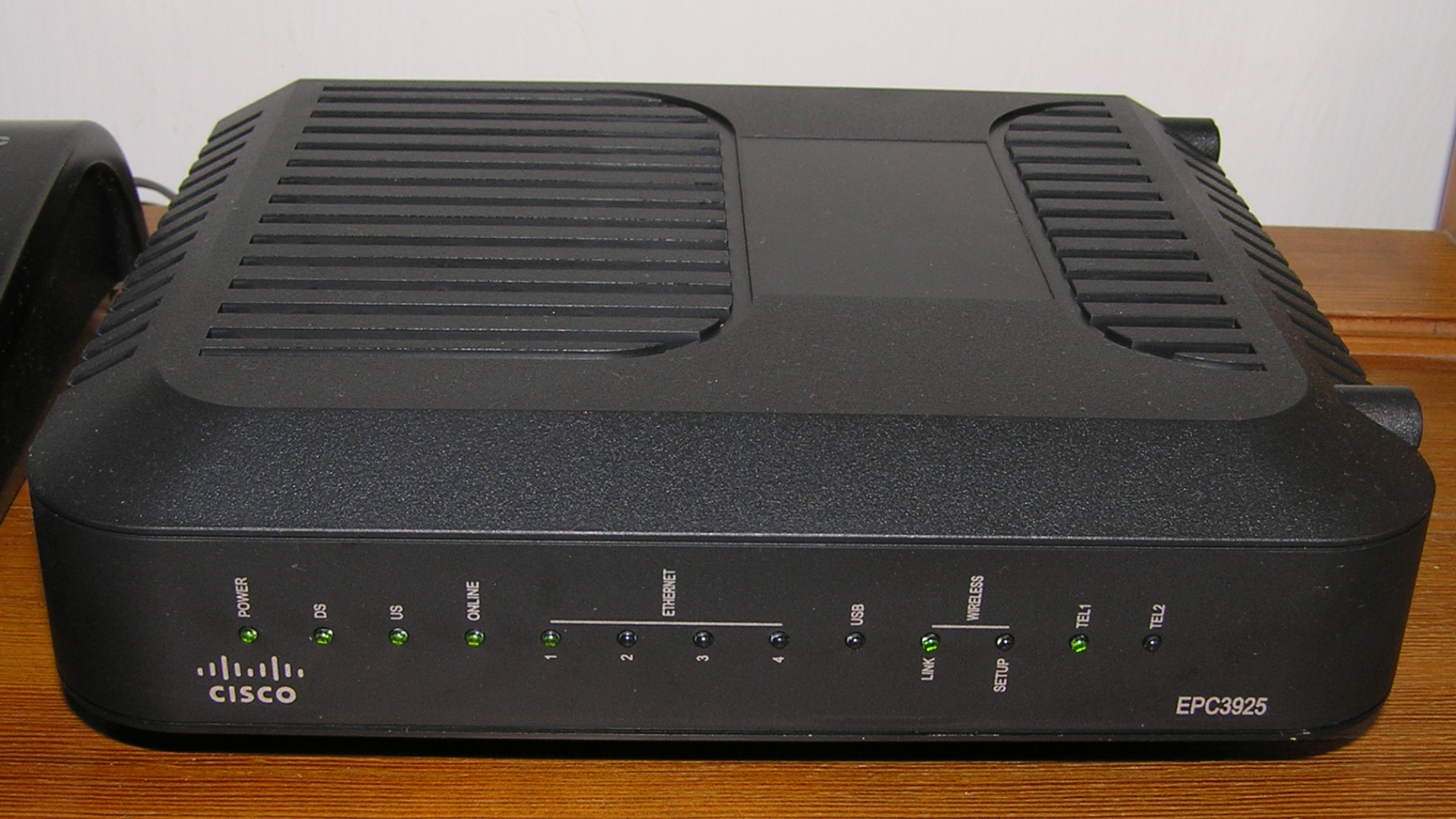
Cisco EuroDOCSIS EPC3925 3: Router Doméstico inalámbrico con adaptador VOIP incorporado.

Esquema de un ejemplo de red doméstica sencilla.

Una router doméstico (residential gateway o pasarela residencial) es un dispositivo que conecta las infraestructuras de telecomunicaciones (datos, control, automatización, etc.) de un hogar digital a Internet, combinando las funciones de módem, hub, router, cortafuegos y servidor de aplicaciones de entretenimiento como video o audio bajo demanda, telefonía por internet o de telecontrol domótico.
Las pasarelas residenciales disponen de arquitecturas modulares basadas en estándares como el X10, el EIB o el LonWorks, y se ha establecido un estándar, el OSGi (Open Service Gateway Initiative) basado en arquitectura Java e interfaces de programación de aplicaciones (API), que independientemente del proveedor permitirían prestar soporte a las aplicaciones desarrolladas por los diversos fabricantes, por lo que no serían necesarios cambios de plataforma para la evolución de las aplicaciones.